# Hainburg an der Donau

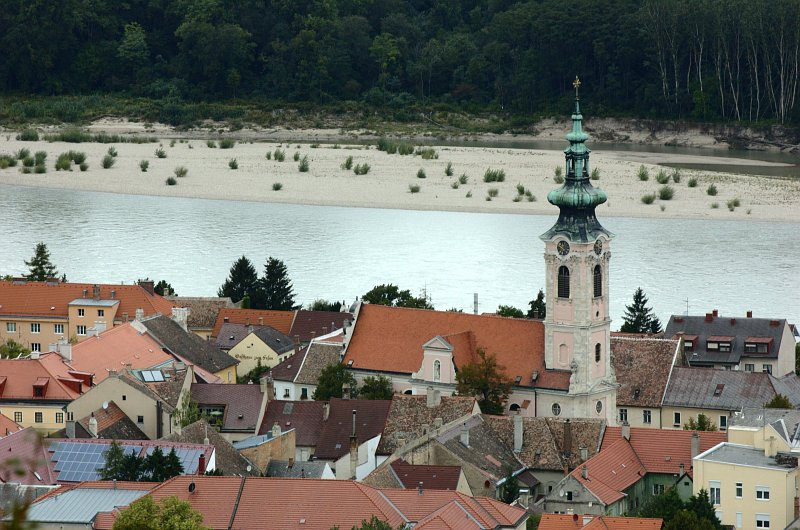
Peisaj cu panorama localității

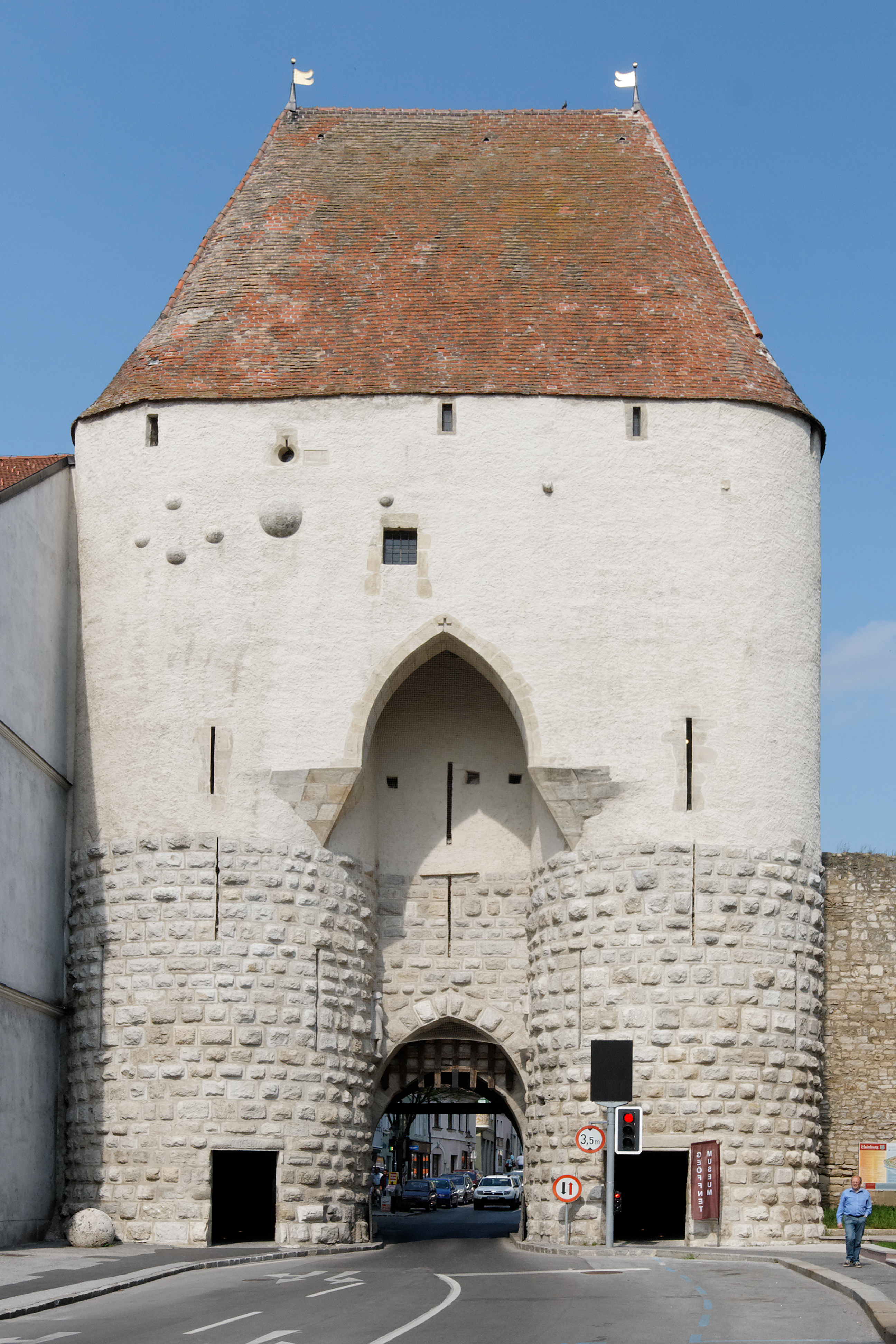
Wienertor (Poarta Vienei)

Hainburg an der Donau este un oraș în districtul Bruck an der Leitha, Austria Inferioară, Austria.

## Situri de interes
- Wienertor (Poarta Vienei)
- Dealul castelului
- Dealul Braunsberg
- Parcul Național Lunca Dunării (Austria)